# 九龍城南
九龍城南（英語：Kowloon City South，代號G2）是香港九龍城區議會下轄的選區，2023年設立，定為雙議席選區。

## 範圍
現時選區包括何文田、紅磡及土瓜灣南部，西至東鐵線，北達界限街、窩打老道、亞皆老街、天光道，南達維多利亞港，東至北拱街、機利士北路、庇利街、土瓜灣避風塘附近，與其接壤的選區有九龍城北以及油尖旺區議會的油尖旺南、油尖旺北選區。
投票站設有十六個，分別位於何文田邨聖文嘉幼稚園、循道衛理楊震社會服務處何文田青少年綜合發展中心、女青賽馬會社會服務大樓、何文田官立中學、明愛九龍社區中心、自由道九龍總商會、聖公會聖匠小學、九龍城社區會堂、葛量洪校友會黃埔學校、馬頭涌官立小學（紅磡灣）、聖公會奉基千禧小學、聖公會聖匠中學、愛培學校、紅磡市政大廈體育館、何文田體育館、路德會包美達社區中心。

## 沿革
2023年香港選舉改革將區議會所有單議席選區取消，九龍城區定為兩個雙議席選區，共選出四席民選議員。九龍城南選區由原有單議席的常樂、何文田、嘉道理、海心、鶴園海逸、黃埔東、黃埔西、紅磡灣、紅磡、家維、愛民、愛俊選區合併而成。
2023年區議會選舉，估算人口有210,304人，選民有116,041人，吸引到四人參選。

## 歷屆議員
| 選區名稱 | 屆別           | 議員   | 政治聯繫 | 政治聯繫 | 議員   | 政治聯繫 | 政治聯繫 |
| -------- | -------------- | ------ | -------- | -------- | ------ | -------- | -------- |
| 九龍城南 | 2024年－2027年 | 吳寶強 |          | 民建聯   | 李超宇 |          | 經民聯   |

## 歷屆選舉結果
| 政党   | 政党       | 候选人              | 票数   | %      | ± |
| ------ | ---------- | ------------------- | ------ | ------ | - |
|        | 獨立       | ①. 謝敏婷（謝柳汝） | 2,226  | 7.26%  |   |
|        | 經民聯     | ②. 李超宇           | 10,917 | 35.59% |   |
|        | 香港新方向 | ③. 馬志恆           | 3,582  | 11.68% |   |
|        | 民建聯     | ④. 吳寶強           | 13,947 | 45.47% |   |
| 多数票 | 多数票     | 多数票              | 7,335  | 23.91% |   |

## 資料來源
1. ↑   (PDF).   [2023年8月23日]. （原始内容 (PDF)存档于2023年10月20日） （繁体中文）.
2. ↑   (PDF).   [2023年11月17日].
3. ↑   (PDF). 選舉管理委員會. 2023-07-11  [2023-08-23]. （原始内容存档 (PDF)于2023-10-14）.
4. ↑   (PDF).   [2023-11-18]. （原始内容存档 (PDF)于2023-11-16）.
5. ↑   (PDF).   [2023-08-23]. （原始内容存档 (PDF)于2023-10-20）.
6. ↑   (PDF).   [2023-11-17]. （原始内容存档 (PDF)于2024-02-28）.